# Rheinsberger Seengebiet

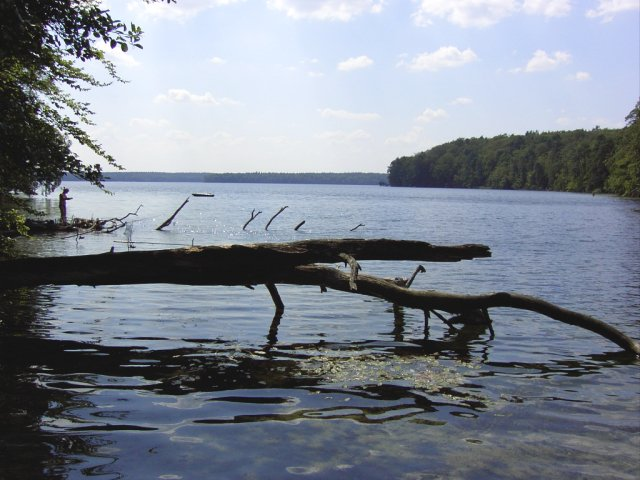
Der Große Stechlinsee, bekanntester See des Rheinsberger Seengebietes

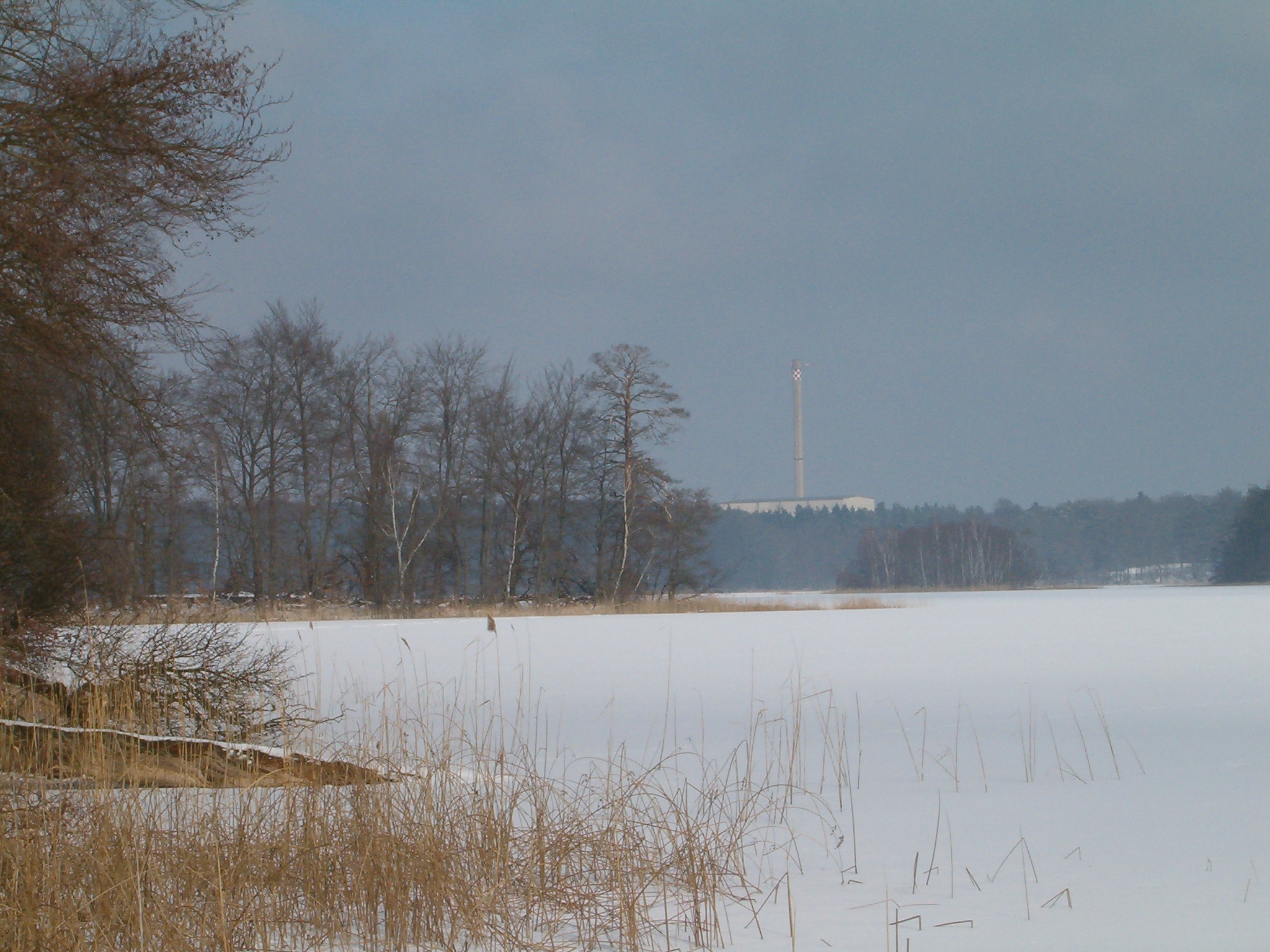
Der Nehmitzsee im Winter

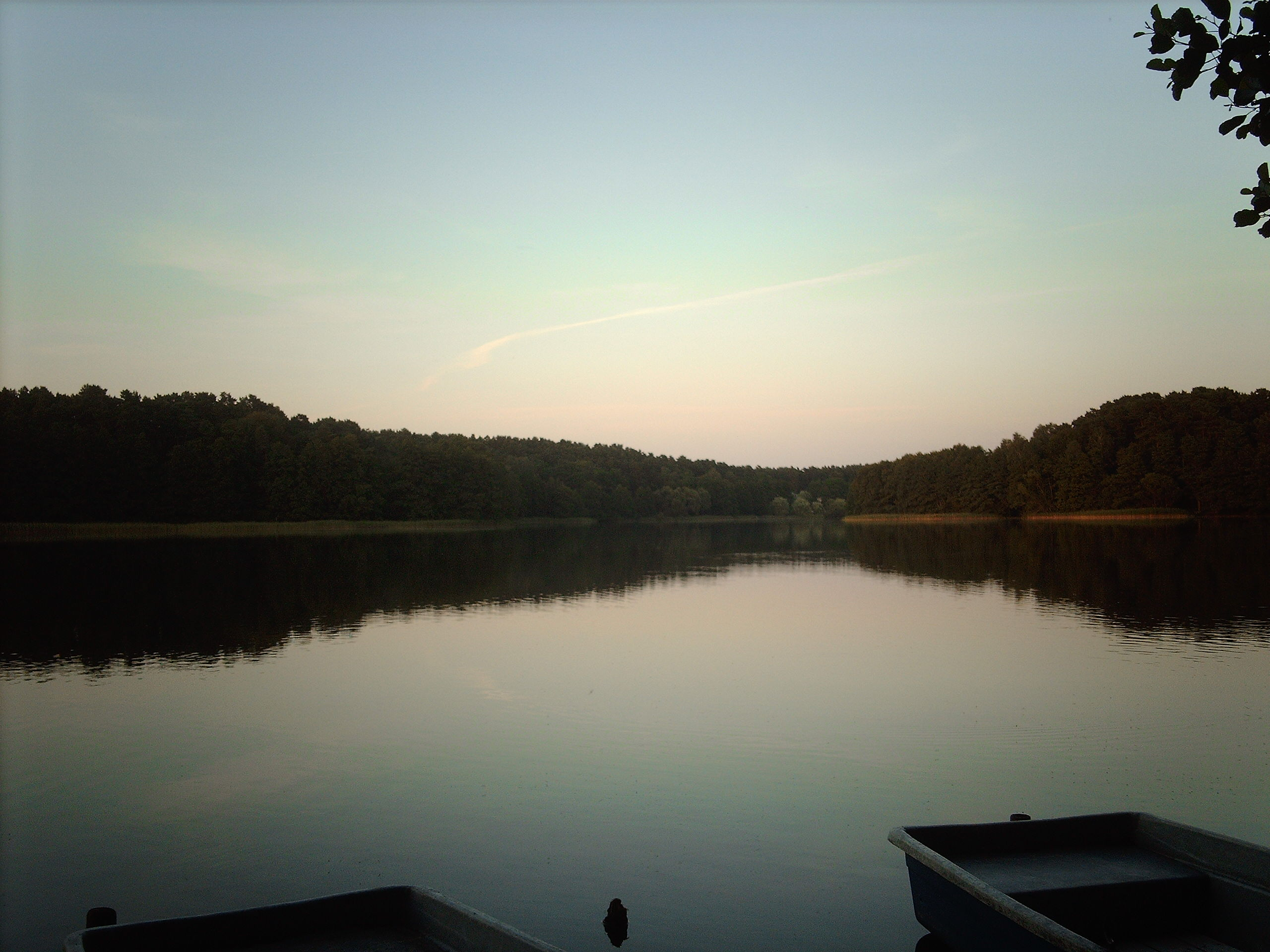
Der Roofensee bei Menz

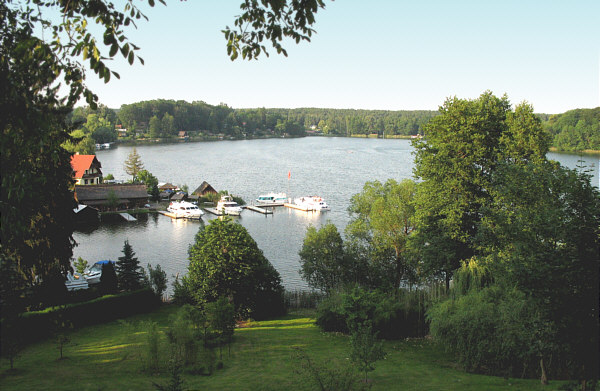
Der Schwarze See, auch Kleiner Zechliner See genannt

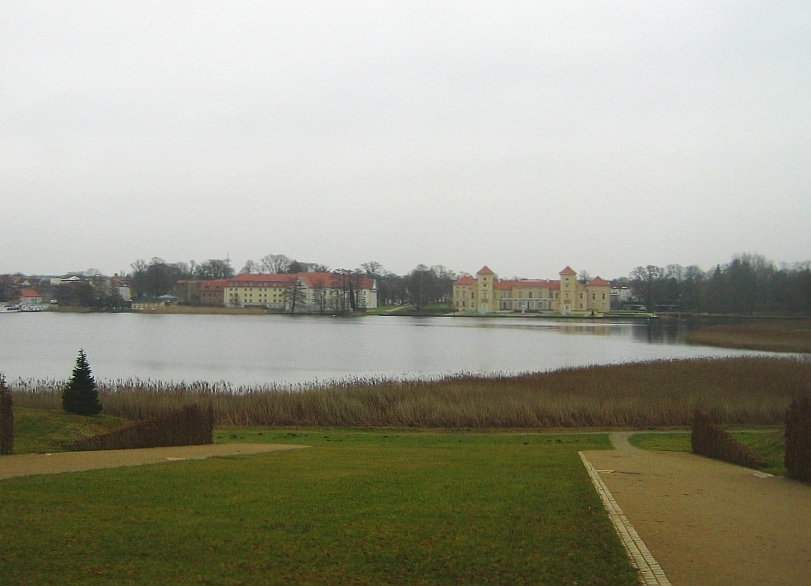
Der Grienericksee mit dem Rheinsberger Schloss

Das Rheinsberger Seengebiet mit seinen vielen großen und kleinen Seen liegt in einer abwechslungsreichen, hügeligen Waldlandschaft zwischen den Ortschaften Rheinsberg, Menz und Fürstenberg/Havel. Es ist der südwestliche Teil des Neustrelitzer Kleinseenlandes, hat jedoch keine natürliche Verbindung zu den nördlich angrenzenden Gewässern. Durch den Wolfsbrucher Kanal mit Schleuse ist das Rheinsberger Seengebiet über die Müritz-Havel-Wasserstraße und die Obere Havel-Wasserstraße mit dem übrigen Neustrelitzer Kleinseenland verbunden. Es entwässert über den Rhin nach Süden zur Havel und  wird südlich durch die Ruppiner Schweiz begrenzt. Der überwiegende Teil des Gebietes gehört zum Naturpark Stechlin-Ruppiner Land. Bekannt ist das 1938 begründete Naturschutzgebiet Stechlin.

## Die wichtigsten Seen
Der bekannteste See des Rheinsberger Seengebietes ist der Große Stechlinsee. Weitere größere Seen, die zum Rheinsberger Seengebiet gehören:
Braminsee, Dollgowsee, Schlabornsee, Grienericksee, Nehmitzsee, Großer Prebelowsee, Rheinsberger See, Roofensee, Schwarzer See, Tietzowsee, Großer Wummsee, Großer Zechliner See und Zootzensee.

## Rheinsberger und Zechliner Gewässer
Innerhalb des Rheinsberger Seengebiets wurden 1876–1881 die Seenketten Rheinsberger Gewässer (RbG) und Zechliner Gewässer (ZeG) mit etwa 21 Kilometer Länge schiffbar gemacht und über die Schleuse Wolfsbruch an die Müritz-Havel-Wasserstraße angeschlossen.
Die Rheinsberger Gewässer zweigen im Kleinen Pälitzsee aus der Müritz-Havel-Wasserstraße ab. An der Pälitzbrücke – der früheren Grenze zwischen Mecklenburg-Strelitz und Preußen, der heutigen Grenze zwischen den Bundesländern Mecklenburg-Vorpommern und Brandenburg – beginnt der nicht ganz drei Kilometer lange Schleusenkanal mit der Schleuse Wolfsbruch (zu DDR-Zeiten: Hüttenkanal, ab 1998: Wolfsbrucher Kanal). Es folgt der Große Prebelowsee, der kurze Prebelowkanal, der Tietzowsee, der 900 Meter lange Hüttenkanal (auch Jagowkanal), der Schlabornsee und der 1,5 Kilometer lange Schlabornkanal, der Große Rheinsberger See und der 800 Meter lange Rheinsberger Kanal sowie der Grienericksee bis zu seinem Südende bei Kilometer 13,25.
Zu den Rheinsberger Gewässern zählt  auch der aus dem Schlabornsee nach Südwesten abzweigende Dollgowkanal mit Dollgowsee mit drei Kilometern Länge. Bis 1990 gehörte auch der aus dem Schlabornsee nach Osten abzweigende Bikowkanal mit Bikowsee mit 1,5 Kilometer Länge zu den Rheinsberger Gewässern.
Aus dem Tietzowsee zweigen nach Westen die Zechliner Gewässer ab mit dem kurzen Zootzenkanal, dem Zootzensee, dem 1,8 Kilometer langen Repenter Kanal, dem Großen Zechliner See, dem kurzen Zechliner Kanal und dem Schwarzen See (auch Kleiner Zechliner See) bis zu seinem Südwestende bei Kilometer 8,49.
Rheinsberger Gewässer und Zechliner Gewässer waren preußische Gewässer, nur 1921 bis 1924 waren sie Reichswasserstraßen. Ab 1990 sind sie Bundeswasserstraßen und zählen ab 1998 zu den sogenannten sonstigen Binnenwasserstraßen des Bundes. Zuständig ist das Wasserstraßen- und Schifffahrtsamt Oder-Havel.

## Geologie
Das Rheinsberger Seengebiet gehört entstehungsgeschichtlich zur Mecklenburgischen Seenplatte (Mecklenburgisch-Brandenburgische Seenplatte).
Das Gebiet liegt zwischen den Moränenzügen der Frankfurter Staffel und des Pommerschen Stadiums der Weichselkaltzeit und ist im Verlauf dieser Eiszeit vor ca. 12.000 Jahren in den Stromtälern und Sandern des Pommerschen Stadiums entstanden. Es hat ein für brandenburgische Verhältnisse relativ bewegtes Relief. Es gibt ebene Sanderflächen, wellige Grundmoränen und langgezogene Endmoränen. Dazwischen liegen die Rinnen- und Toteisseen. Natürliche oberirdische Zu- und Abflüsse besitzen diese Seen meist nicht. Sie wurden später teilweise durch Kanäle verbunden.

## Klima
Klimatisch weicht das Gebiet auf Grund des Reliefs und der vielen Seen vom Umland ab. Es sind viele Kaltluftinseln vorhanden. Die Kaltluft sammelt sich in Hohlformen und es ist insgesamt kälter als im Umland. Häufig sind Früh- und Spätfröste. Die mittlere Niederschlagssumme ist mit 563 mm (Rheinsberg) relativ hoch. Eine hohe Luftfeuchtigkeit und niedrige Sommerdurchschnittstemperaturen kennzeichnen das Klima.

## Vegetation
Die Wälder in diesem Gebiet sind sehr abwechslungsreich. Zu den Wäldern der potentiell natürlichen Waldgesellschaften gehören Buchen- und Buchen-Traubeneichenwälder. Heute überwiegen Kiefern- und Kiefernmischwälder. In kleineren Senken und Hohlformen befinden sich heute Kesselmoore.

## Sonstiges
Bekannt wurde das Gebiet auch durch die Erwähnung in den „Wanderungen durch die Mark Brandenburg“ von Theodor Fontane.